# Temple de l'Égypte antique
 (octobre 2019).
Si vous disposez d'ouvrages ou d'articles de référence ou si vous connaissez des sites web de qualité traitant du thème abordé ici, merci de compléter l'article en donnant les références utiles à sa vérifiabilité et en les liant à la section « Notes et références ».

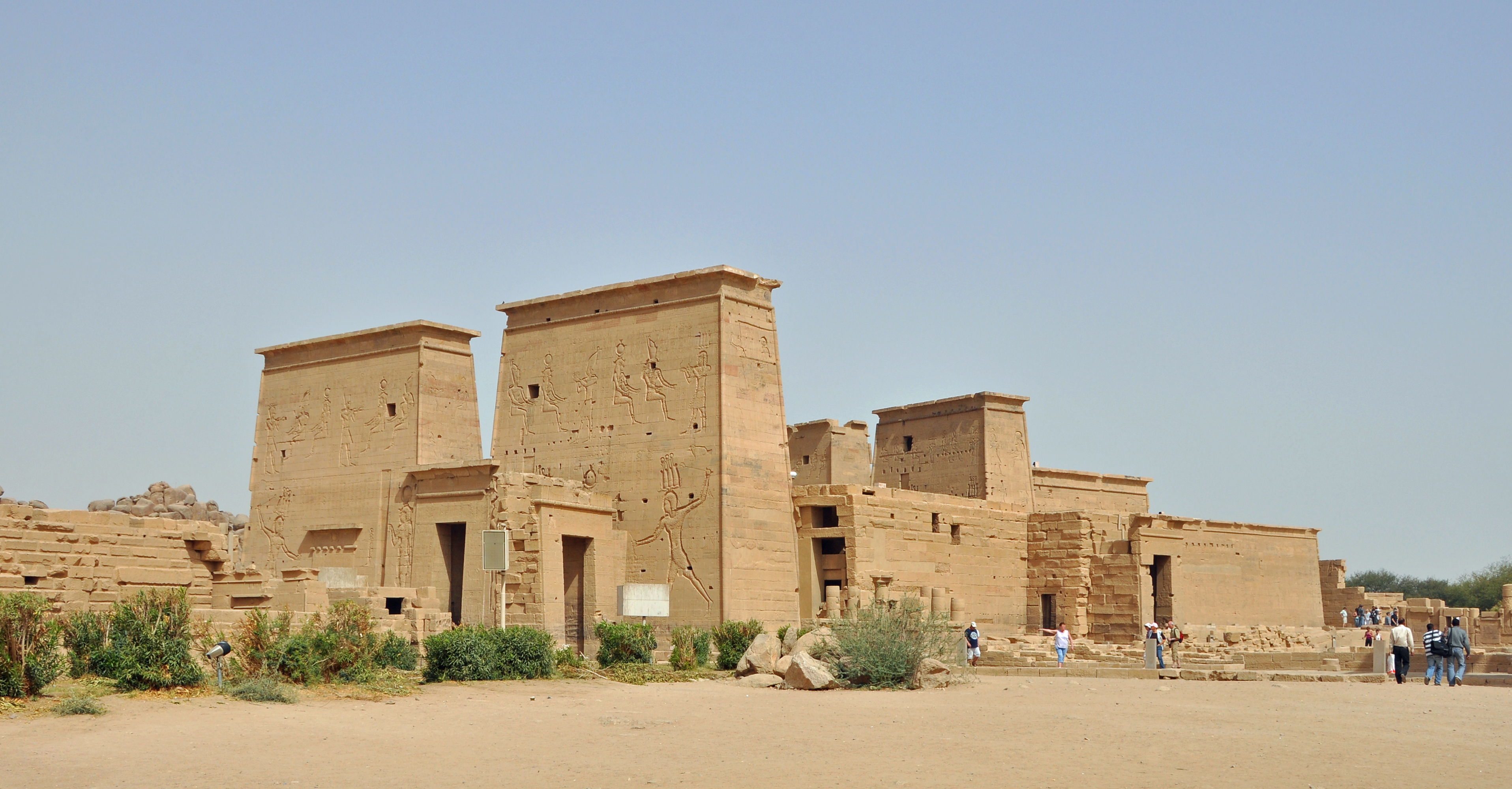
Temple d'Isis à Philæ.

Un temple de l'Égypte antique est un édifice religieux dédié au culte d'une ou plusieurs divinités en Égypte ancienne. Souvent associé avec un important complexe comprenant des habitations pour les prêtres, des ateliers de production divers, des entrepôts et éventuellement une maison de vie, le temple forme un complexe culturel, économique et agricole d'importance capitale dans l'Égypte ancienne. Ils étaient construits pour le culte officiel des dieux et la commémoration des pharaons dans l'Égypte antique et dans les régions sous contrôle égyptien. Les temples étaient considérés comme des demeures pour les dieux ou les rois auxquels ils étaient dédiés. Les Égyptiens y pratiquaient toute une série de rites qui étaient les fonctions centrales de la religion égyptienne : offrandes aux dieux, reconstitution de leurs actions mythologiques à travers des fêtes, et conjuration des forces du chaos. Ces rites étaient considérés comme nécessaires pour que les dieux continuent à défendre la Maât, l'ordre divin de l'univers. Loger et soigner les dieux étaient des obligations pour les pharaons, qui consacraient donc des ressources prodigieuses pour la construction et l'entretien des temples. Dès la fin du IIIe millénaire, lors de la période dite de la Première Période intermédiaire, l'effacement de la monarchie memphite marque l'émergence de pouvoirs locaux, incarnés par des « Grands chefs », des nomarques à la tête de puissantes familles locales qui se substituent au pharaon pour la construction et l'entretien des temples. Ceux-ci constituaient également une importante source de revenus pour les prêtres qui y étaient attachés (revenus agricoles des terres dépendant des domaines des temples). Depuis les débuts de la monarchie memphite (fin du IVe millénaire), le système des donations royales permit à certains temples de se constituer un domaine foncier important. La Première Période intermédiaire prolongea ce système en le privatisant à l'échelle des pouvoirs provinciaux et locaux.
Théoriquement, le pharaon, en tant qu'intermédiaire entre l'humanité et les dieux, était le seul habilité à rendre le culte. Dans l'impossibilité pratique d'être présents dans tous les sanctuaires du royaume à la fois, il était donc nécessaire que les pharaons délèguent la plupart de leurs obligations rituelles à de nombreux prêtres, mais la plus grande partie du peuple était exclue d’une participation directe aux cérémonies et lui était interdit de pénétrer dans les parties les plus sacrées d'un temple. Néanmoins, un temple était un site religieux important pour les Égyptiens de toutes les classes, et ils y allaient pour prier, faire des offrandes, et demander conseil au moyen d’oracles au dieu qui y habitait.
La partie la plus importante du temple était le sanctuaire, qui contenait généralement une idole, une statue de son dieu. Les pièces à l’extérieur du sanctuaire sont devenues plus larges et plus complexes au cours du temps, si bien que les temples ont évolué et les petits sanctuaires de la fin de l'époque prédynastique (fin du IVe millénaire avant notre ère) sont devenus des édifices de pierre massive au Nouvel Empire (vers 1550-1070 avant notre ère) et plus tard. Ces édifices sont parmi les exemples les plus importants et les plus durables de l'architecture égyptienne, avec leurs éléments aménagés et décorés selon des schémas complexes du symbolisme de l’architecture sacrée. Leur schéma typique se composait d’une série de salles fermées, de cours ouvertes et de pylônes d'entrée massifs alignés le long de la voie utilisée pour les processions au cours des fêtes. Au-delà du temple proprement dit on trouvait une paroi externe entourant une grande variété de bâtiments secondaires.
Un grand temple possédait également des étendues considérables de terres et employait des milliers de laïcs pour subvenir à ses besoins. Les temples étaient donc des centres économiques en même temps que des centres religieux. Les prêtres qui dirigeaient ces puissantes institutions exerçaient une influence considérable, et en dépit de leur subordination apparente au roi, ils défiaient parfois de façon grave son autorité.
La construction de temples en Égypte continua malgré le déclin de la nation et de la perte finale de son indépendance au profit de l'Empire romain. Avec l'avènement du christianisme, la religion égyptienne dut faire face à une persécution croissante, et le dernier temple fut fermé en 550. Pendant des siècles, les anciens bâtiments connurent la destruction et l'abandon. Mais au début du XIXe siècle, une vague d'intérêt pour l'Égypte ancienne déferla sur l'Europe, donnant naissance à la science de l'égyptologie et attirant un nombre croissant de visiteurs pour voir les restes de cette civilisation. Des dizaines de temples ont subsisté jusqu'à aujourd'hui, et certains sont devenus des attractions touristiques de renommée mondiale qui contribuent de manière importante à l'économie égyptienne moderne. Les égyptologues continuent à étudier les temples subsistants et les restes de ceux qui ont été détruits, car ils constituent une source d'informations précieuse sur la société égyptienne antique.

## Histoire
Simple enclos orné de totems divins à l'époque archaïque, les temples ne vont cesser d'évoluer tout au long de l'Égypte antique. C'est surtout le passage de la brique en limon du Nil au « matériau d'éternité », la pierre, qui révolutionnera l'architecture religieuse et permettra la construction d'édifices monumentaux.
Nous avons cependant une idée de l'apparence que pouvaient revêtir les archétypes proto-historiques de la seconde moitié du IVe millénaire, grâce aux représentations ornant certains vases de la période de Nagada II (-3500/-3300) ou des monuments de l'Ancien Empire (stèles « fausses-portes » et chapelles de la cour du heb-sed du complexe funéraire du pharaon Djéser à Saqqarah, IIIe dynastie, vers -2680) ; il s'agit notamment des chapelles dénommées « Per Our » (chapelle du Sud) et « Per Nou » (chapelle du nord), symbolisant les chapelles spécifiques aux deux entités géographiques  de la Haute et de la Basse Égypte à l'origine de l'identité culturelle égyptienne. Les fouilles du site de Hiérakonpolis (Nekhen) ont permis de mettre au jour des vestiges cultuels de la fin du IVe millénaire (Période dite de Nagada III, -3300/-3150). On peut également y admirer les restes remarquablement conservés d'une vaste enceinte de briques datant du règne du pharaon Khâsekhemoui (fin de la IIe dynastie dite « thinite », vers -2700) et appelée improprement « fort », dont la destination était vraisemblablement cultuelle, peut-être associée à des rites agricoles touchant à la personne du pharaon (rites jubilaires de régénération de la Fête-Sed). La reconstitution hypothétique du sanctuaire prédynastique de ce site, dont les vestiges des trous de poteaux des fondations ont été retrouvés et les représentations mentionnées ci-dessus, révèlent une architecture bâtie à l'aide de matériaux légers et périssables (structures de troncs d'arbres, couverture de feuilles de palmiers et murs en jonc ou roseau), aux formes courbes (toitures incurvées) dont les façades étaient signalées par des mâts à oriflammes à l'origine du hiéroglyphe du mot « dieu ». Tout comme les habitations et les « palais » de cette époque, les « maisons » des dieux étaient issues d'une tradition technologique propre aux populations fluviales tropicales dont on retrouve des éléments dans les huttes encore en usage jusqu'au début du XXe siècle en Mésopotamie. C'est le milieu de la « Sekhet », c'est-à-dire des vastes étendues de roseaux et d'arbres garnissant les berges du Nil, qui fournit ainsi aux égyptiens de la fin du IVe millénaire la matière première et l'inspiration formelle pour la construction de ces prototypes architecturaux sacrés. Les temples historiques en pierre des époques postérieures conserveront la mémoire pétrifiée de cette architecture sacrée primitive à jamais disparue.

## Fonction
Les Égyptiens de l'Antiquité pensaient que les dieux dispensaient leurs bienfaits tant qu'ils résidaient sur terre. Pour les garder auprès d'eux et s'assurer leur bienveillance, ils cherchaient par tous les moyens à leur être agréables. Pour ce faire, ils leur construisaient des sanctuaires où les prêtres pratiquaient quotidiennement le culte au lieu et à la place de Pharaon, seul intermédiaire entre les dieux et les hommes. Le temple n'était pas qu'un lieu de prière, il était aussi la demeure terrestre du dieu. Les dieux avaient choisi d'y habiter sous la forme de la statue divine et les prêtres veillaient à leur bien-être par des offrandes et les rites du culte. Le pharaon, dieu vivant, avait également droit à son temple, qui, à partir du Nouvel Empire (-1550/-1050) est connu sous la dénomination de temple des millions d'années, pour faire perdurer son bâ au-delà de la mort. Même si ces temples ressemblent extérieurement aux temples de culte divin contemporains, ils différaient de ces derniers notamment dans le fait que le culte n'était pas rendu devant une statue mais devant la stèle « fausse-porte », disposée tout au fond du sanctuaire et devant laquelle on déposait quotidiennement des offrandes, ces stèles assurant la communication entre le monde des vivants et celui des morts, grâce à l'efficacité magique de la représentation de la porte et des formules inscrites sur la stèle.
Les temples avaient également une fonction initiatique et cultuelle car les jeunes prêtres y apprenaient les subtilités de la théologie et la sagesse des Anciens. Ils étaient aussi des centres d'études astronomiques et, par le Per-Ânkh, des centres d'études où les scribes copiaient et commentaient les textes sacrés. Le temple est donc bien plus qu'un lieu de dévotion : il est aussi la maison du dieu et une institution, un édifice aussi bien culturel que cultuel. Les plus grands temples, comme celui d'Amon à Karnak, ou celui de Ptah à Memphis, employaient un personnel administratif nombreux qui gérait les biens du clergé : le « domaine sacré ». De par leur taille et les richesses dont ils bénéficiaient et qu'ils produisaient, les grands temples constituaient des centres économiques et donc politiques majeurs, à travers l'attribution des charges de « Grand prêtre » (à Karnak et Memphis) ou de « Divine adoratrice » (d'Amon, à Karnak), lors de la Troisième Période intermédiaire (-1070/-750) et à la Basse Époque (-750/-332), certains grands pontifes du temps acquérant une aura et une influence égales à celles des pharaons. 
Des périodes historiques anciennes (IIIe millénaire - première moitié du IIe millénaire) subsistent peu de vestiges monumentaux comparables aux grands complexes funéraires entourant les pyramides contemporaines, la plupart des temples découverts révélant des dispositifs assez simples, formés d'une chapelle (naos) unique ou de plusieurs chapelles disposées parallèlement, qui devaient abriter les statues cultuelles, parfois précédées d'une antichambre faisant office de pronaos (temple de Kasr-el-Sagha, Moyen Empire, début du IIe millénaire). L'absence de décoration ou d'inscriptions ornant les murs de ces sanctuaires, si l'on excepte les bas-reliefs du temple solaire d'Abou-Gorab (Ancien Empire, Ve dynastie, règne du pharaon Niouserrê, XXVe siècle), rendent ces vestiges muets quant à la destination précise des espaces déployés. Avec le Moyen Empire (-2033/-1786), l'archéologie a révélé des ensembles cultuels plus complexes, tels que le temple double de Medinet Maadi (région du Fayoum), dédié à la déesse Rénénoutet et au dieu Sobek de Chédit ou encore celui du dieu Montou érigé à la XIIe dynastie par Sésostris III et ses successeurs de la XIIIe dynastie, à Médamoud, dans la région thébaine.

## Architecture

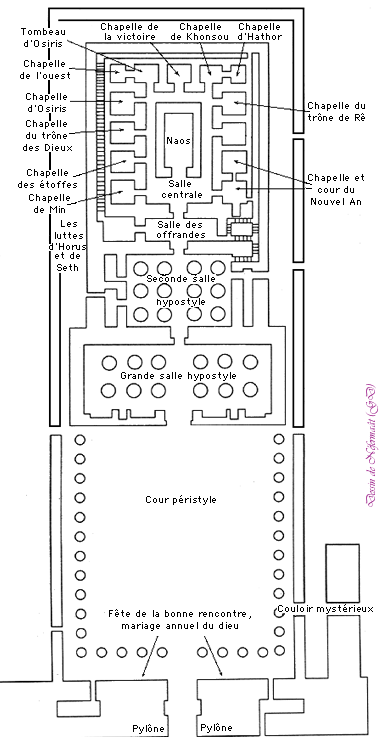
Plan du temple d'Horus à Edfou.

La description typologique qui suit concerne les temples érigés à partir de la seconde moitié du IIe millénaire (début du Nouvel Empire). L'architecture de ce temple égyptien « classique » répondait à la fois aux nécessités des rituels et à une symbolique cosmologique complexe. Il était considéré comme « l'Horizon du dieu » dont il abritait les statues et le culte.

### Orientations des temples
Les temples égyptiens en relation avec le culte solaire étaient généralement alignés sur l'axe est-ouest (ou ouest-est, selon la position du monument sur la rive gauche ou sur la rive droite le long de la vallée du Nil, et de façon analogue dans d'autres régions). Le lever et le coucher du soleil entre les deux môles (massifs talutés) du pylône d'entrée réalisaient ainsi dans l'architecture le hiéroglyphe servant à noter le mot akhet (horizon), le disque solaire surgissant dans la vallée entre deux montagnes (les môles du pylône). Certains temples cependant étaient orientés selon d'autres règles, la décoration et les textes rituels s'adaptant alors à la situation géographique. Le temple de Louxor et celui d'Horus à Edfou sont deux exemples notables de monuments dont l'axe principal est à peu près parallèle au fleuve, avec une orientation approximativement nord-sud.

### Généralités(à contrôler, préciser, organiser)
Le temple égyptien était généralement composé d'une allée de sphinx (ou dromos) qui mène à l'entrée de l'enceinte appelée péribole faite en briques de limon du Nil et pouvant inclure un mammisi ou un lac sacré. Les assises du pérobole étaient parfois disposées en lits ondulés, symbolisant l'eau de l'Océan Primordial (le Noun), d'où avait émergé la butte primordiale, identifiée ici avec le temple lui-même. Les murs en pierre du temple sont franchis par une ou plusieurs portes monumentales appelés pylônes. Ceux-ci étaient garnis de mats servant à accrocher des oriflammes, reproduisant à grande échelle le hiéroglyphe utilisé pour le mot « dieu » (Netjer). Des obélisques, dont la forme évoque un rayon de soleil pétrifié, précédaient les pylônes. Le pylône constituait une protection magique du temple, fonction expliquant la présence de représentations du pharaon massacrant des prisonniers en relief dans le creux et de statues colossales du souverain en majesté.
Dans les temples les plus prestigieux, les sols étaient plaqués d'argent et les bases des colonnes d'or. Les pylônes délimitaient généralement une cour entourée d'un portique (cour péristyle) dont les colonnes sont surmontées de chapiteaux papyriformes dont la fleur fermée symbolise la nature à l'état gestatif, juste avant la libération de l'astre solaire, né de la première fleur apparue sur le tertre primordial, selon certaines cosmogonies anciennes. Les fidèles avaient accès à cette cour, lors des fêtes en l'honneur du dieu. 
Une seconde porte ou pylône mène à une salle hypostyle suivie du sanctuaire, réservé au pharaon et à ses substituts : les prêtres. Dans certains temples, comme celui d'Amon-Rê à Karnak, les travées latérales sont constituées de colonnes papyriformes, tandis que les dalles du plafond de l'allée centrale sont supportées par des colonnes campaniformes, reproduisant la forme d'une fleur de papyrus ouverte, symbolisant la naissance du soleil, sorti d'une fleur de papyrus, donc l'apparition de la lumière dans le cosmos. Cette colonnade centrale, plus haute que les colonnades latérales, permettait l'aménagement de fenêtres à claustras dans la partie la plus haute de la couverture, faisant entrer dans le vaste espace plongé dans la pénombre, des faisceaux de lumière soulignant la symbolique solaire de ces colonnes campaniformes.
Les plafonds des temples égyptiens étaient décorés d'un ciel étoilé symbolisant la voute céleste, le temple étant censé reproduire l'univers de façon stylisée. Au fur et à mesure que l'on pénétrait plus en profondeur dans le temple, les plafonds s'abaissaient, jusqu'au « Saint-des-Saints », le naos, abritant la statue de culte divin, créant ainsi une perspective symbolique destinée à marquer la nature d'« horizon » sacré du temple.
Le sanctuaire, proprement dit, est composé d'un naos précédé ou non d'un pronaos et entouré ou non de chapelles accessibles via un déambulatoire intérieur. On pouvait parfois trouver, juste devant le naos, une chapelle reposoir de la barque sacrée du dieu qui, lors de certaines processions publiques, servait à transporter la statue du dieu. Le sanctuaire est généralement entouré d'un déambulatoire extérieur le séparant du mur d'enceinte en pierre et communiquant avec la cour du temple. Depuis différents accès du temple, des escaliers permettent d'atteindre la terrasse située au-dessus du sanctuaire. D'autres permettent d'accéder à l'intérieur des pylônes.
Le temple de cette typologie le mieux conservé est celui consacré à l'Horus de Behedet, reconstruit à partir de -237 par le pharaon Ptolémée II, à Edfou. D'époque tardive, il n'en constitue pas moins le paradigme du temple « classique » égyptien, tel que décrit plus haut.
Certains temples sont appelés spéos lorsqu'ils sont entièrement creusés dans la roche comme c'est le cas du petit temple d'Abou Simbel ou hémispéos lorsqu'une partie du temple seulement est creusée dans la roche comme c'est le cas du grand temple d'Abou Simbel.
Il faut noter qu'en fonction des spécificités du culte et de la topographie sacrée des lieux, l'architecture des temples égyptiens pouvait donner lieu à des dispositifs originaux, échappant au module courant. Les temples solaires développent ainsi des espaces et constructions bien particuliers. Sous l'Ancien Empire, ils se composent d'une cour précédant un massif maçonné, dans lequel sont aménagées des salles ornées de représentations exaltant les cycles naturels, surmonté d'un obélisque géant. Au Nouvel Empire, les temples dédiés au culte du « disque » (solaire) Aton, réalisés sous le court règne du pharaon Amenhotep IV - Akhénaton (1355-1338) à Karnak (temple du Gematon) et surtout dans la nouvelle et éphémère capitale d'Amarna (Akhetaton : « L'horizon d'Aton »), se distinguent par leur dispositif entièrement à ciel ouvert, constitué d'une enfilade de cours séparées par des pylônes et abritant des centaines d'autels destinés à recevoir les offrandes directement exposés au rayons du soleil, dispensateurs de vie, comme le suggèrent les représentations ornant les « talatates », ces blocs de pierre de petit gabarit, utilisés pour leur édification. À Karnak, ces blocs furent retrouvés, réemployés pour le remplissage de certains pylônes du temple d'Amon-Rê, une fois le démontage du Gematon effectué pour faire disparaître la mémoire du pharaon considéré comme hérétique par ses successeurs, lors du rétablissement du culte d'Amon-Rê en tant que dieu impérial, un moment éclipsé par le monothéisme atonien.
Rappelons enfin que certains éléments architecturaux, tels que la corniche à gorge, le tore d'angle et les colonnes, empruntent leurs formes végétales aux prototypes des temples préhistoriques, construits à l'aide de matériaux périssables (roseaux, couronnes végétales et florales, troncs d'arbres, etc.) dont la pierre conserve le souvenir, en référence aux époques primitives de la religion égyptienne. Ce conservatisme formel qui perdura jusqu'à la toute fin du polythéisme égyptien, à travers les grands temples reconstruits aux époques ptolémaïques et romaines (Edfou, Denderah, Kom-Ombo, Philæ, Esna), nous permet d'avoir une idée de l'aspect général que ces temples proto-historiques pouvaient revêtir.

## Liste des temples égyptiens
Les temples égyptiens sont en général dédiés à une divinité particulière ou un pharaon, les articles suivants regroupent les temples par fonction ou divinité :
Divinités principales
- Temple d'Amon
- Temple d'Aton
- Temple d'Anubis
- Temple d'Apis
- Temple de Bastet
- Temple d'Hathor
- Temple d'Horus
- Temple d'Isis
- Temple de Khnoum
- Temple de Khonsou
- Temple de Maât
- Temple de Min
- Temple de Montou
- Temple de Mout
- Temple de Neith
- Temple d'Osiris
- Temple de Ptah
- Temple de Rê
- Temple de Seth
- Temple de Sobek
- Temple de Thot

Autres dieux
- Temple de Khentykhety à Athribis
- Temple de Banebdjedet à Mendès
- Spéos des Quatre Créateurs à Abou Simbel (Ramsès II) : Rê, Amon, Ptah et Ramsès
- Temple de Nekhbet à El Kab
- Temple d'Hérishef à Héracléopolis Magna
- Temple d'Ouadjet à Bouto
- Temple de Oupouaout à Lycopolis
- Spéos de Pachet à Beni Hassan
- Temple de Rénénoutet (Fayoum)
- Temple de Satis et Anoukis à Séhel (île aux environs d'Assouan)
- Temple de Sarapis et d'Isis-Pharia à Alexandrie

Temples jubilaires
- Temple des millions d'années
- Temple solaire